# Def Leppard
Def Leppard je britanski hard rock/heavy metal sastav iz Sheffielda. Osnovani su 1977. godine i smatraju se predstavnicima tzv. "Novog vala britanskog heavy metala" (uz Iron Maiden i Motörhead). Najveću popularnost uživali su tijekom 1980-ih, zahvaljujući hit-albumima Pyromania (1983.) i Hysteria (1987.) Ukupno je sastav u svijetu prodao preko 65 milijuna ploča, od čega preko 35 milijuna u SAD-u.

## Članovi

### Trenutačna postava
- Joe Elliott – vokal, klavijature (od 1977.)
- Rick Savage – bas-gitara, klavijature, ritam gitara, prateći vokali (od 1977.)
- Rick Allen – bubnjevi, udaraljke, prateći vokali (od 1978.)
- Phil Collen – gitara, prateći vokali (od 1982.)
- Vivian Campbell – gitara, prateći vokali (od 1992.)

### Bivši članovi
- Steve Clark – gitara, prateći vokali (1978. – 1991.)
- Pete Willis – gitara, prateći vokali (1977. – 1982.)
- Tony Kenning – bubnjevi, udaraljke (1977. – 1978.)

## Diskografija
Studijski albumi
- On Through the Night (1980.)
- High 'n' Dry (1981.)
- Pyromania (1983.)
- Hysteria (1987.)
- Adrenalize (1992.)
- Slang (1996.)
- Euphoria (1999.)
- X (2002.)
- Songs from the Sparkle Lounge (2008.)
- Def Leppard (2015.)
- Diamond Star Halos (2022.)

## Vanjske poveznice
- Službena stranica (engl.)
- The Def Leppard World Diskografija

### Ostali projekti
|  | Zajednički poslužitelj ima još gradiva o temi Def Leppard |